# Thomas Steele
Pour les articles homonymes, voir Steele.
Ne doit pas être confondu avec Thomas Steel.
Thomas Steele (17 novembre 1753 - 8 décembre 1823) est un homme politique britannique. 

## Biographie
Il est le fils aîné de Thomas Steele, magistrat (recorder) de Chichester et fait ses études à la Westminster School et au Trinity College, à Cambridge. 
Après des études de droit au Middle Temple, il est élu député de Chichester en 1780 et occupe ce siège jusqu'en 1807. 
Il occupe le poste de secrétaire adjoint au Trésor de 1783 à 1791, de Payeur des forces  de 1791 à 1804 et de King's Remembrancer de 1797 à 1823. Il est un ami de William Pitt le Jeune. 
Il est décédé en 1823. Il épouse Charlotte Amelia, fille de Sir David Lindsay, 4e baronnet, d'Evelick à Perth et a un fils et deux filles. Steel (e) Point, dans le port de Sydney, en Australie, est nommé quand il est secrétaire adjoint du Trésor à l’époque où Arthur Phillip est gouverneur. 